# Aristida rauliolii
Aristida rauliolii är en gräsart som beskrevs av René Charles Maire. Aristida rauliolii ingår i släktet Aristida och familjen gräs. Inga underarter finns listade i Catalogue of Life.